# Joseph Savart
Pour les articles homonymes, voir Savart.

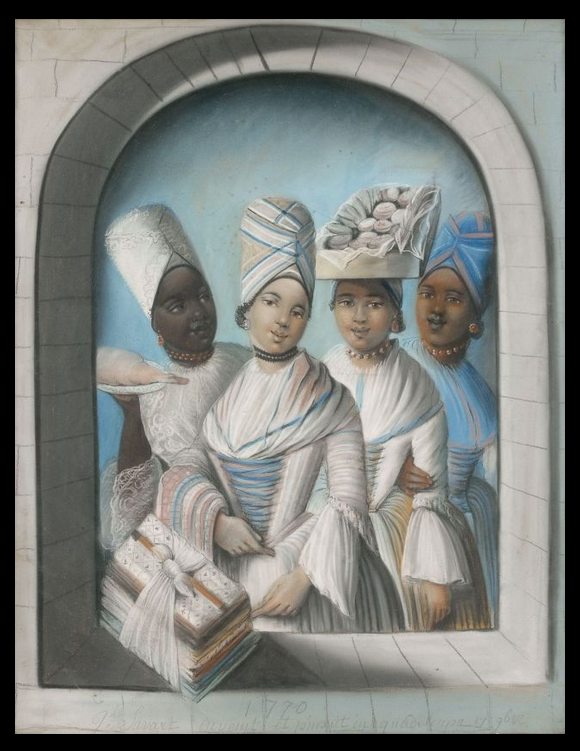
Quatre femmes créoles, Musée départemental Victor-Schoelcher.

Joseph Savart, né en 1735 à Reims, mort le 25 octobre 1801 à Saint-Pierre (Martinique), est un peintre français.

## Biographie
Marie Joseph Hyacinthe Savart est né en 1735 à Reims de maître Pierre Savart, procureur au bailliage de Reims, et de Catherine Husson. Il s’installe en Guadeloupe et épouse Christine Élisabeth Rison, veuve d'un tisserand à Basse-Terre le 22 octobre 1765. Il peint notamment le pastel Quatre Femmes créoles daté du 17 novembre 1770, seule œuvre qui a été conservée et qui est apparue sur le marché de l'art en 2009. Elle est acquise avec le concours de l’État par le Conseil général de la Guadeloupe pour enrichir les collections du musée départemental Victor-Schoelcher à Pointe-à-Pitre. Au cours de la décennie 1770, il s'installe en Martinique, qu'il doit quitter pour rejoindre la Dominique durant la période révolutionnaire pour fuir les contre-révolutionnaires. Il y revient et meurt à Saint-Pierre le 25 octobre 1801.
Selon Séverine Laborie, la fraîcheur des habits, la finesse des tissus et les parures de bijoux en or des Quatre Femmes créoles représentées côte à côte malgré des couleurs différentes, constitue un défi à une société qui repose sur le préjugé de couleur, qui peut être perçu comme manifeste républicain pour l’égalité des peuples, annonçant les actes du peintre au moment de la Révolution française.